# Chlamys linguafelis
Espèce
Chlamys linguafelis est une espèce éteinte de mollusques bivalves ayant vécu au Miocène,.